# Hendrik Menso
Hendrik Menso (Rhenen, 22 februari 1791 – aldaar, 3 maart 1872) was een Nederlands schepen, burgemeester en lid van de Tweede Kamer.

## Leven en werk
Dr. med. Menso was een zoon van Menso Johannis Menso (1762-1811), voormalig burgemeester van Rhenen en Harnske Volbragt Deuring (1774-1865). Hij studeerde af in de geneeskunde en promoveerde in 1816 op de Hogeschool te Utrecht. Vervolgens startte hij zijn carrière als arts te Rhenen. Van 1820 tot 1824 was hij burgemeester aldaar, ook was hij enkele jaren wethouder. Op 3 juli 1827 deed hij zijn intrede als lid van de Provinciale Staten van Utrecht voor de stad Rhenen, in deze functie bleef hij tot 18 oktober 1842.
In 1842 werd hij lid van de Tweede Kamer voor de provincie Utrecht, hij behield zijn zetel tot 1848. Als parlementariër stemde hij in 1848 bij de eerste lezing tegen de hoofdstukken I en III (over de Staten-Generaal) van de nieuwe Grondwet. Bij de tweede lezing stemde hij vóór alle herzieningsvoorstellen. Bij de verkiezingen in 1848 was hij kandidaat Tweede Kamerlid voor het district Amersfoort, maar kreeg slechts 70 stemmen (nog geen 10%). Ondertussen was hij in 1838 ook plaatsvervangend kantonrechter te Rhenen geworden als welk hij bleef fungeren tot na 1863 en eind 1842 werd hij weer benoemd tot burgemeester van Rhenen, in welke functie hij bleef tot 1871. In 1846 werd hij ridder in de Orde van de Nederlandse Leeuw.
Hendrik Menso trouwde op 28 juli 1820 te Utrecht met Barendina Willemina Feith. Zijn zuster Maria Barbera Menso trouwde met Jan Pijnappel, de vader en moeder van Mr. M.J. Pijnappel, voormalig Eerste en Tweede Kamer-lid.
Een van de broers van Menso was J.C.P.E. Menso, kantonrechter te Rhenen, die van 1843 tot 1874 ook lid was van de Provinciale Staten van Utrecht.

## Publicaties
- Menso, H. (1816) De stibio ejusque usu medico, nec non positiones medici argumenti (dissertatie)

- Biografisch Portaal: 18347522
- International Standard Name Identifier: 0000 0003 9634 3624
- Nederlandse Thesaurus van Auteursnamen: 070779171
- Parlement.com: vg09llr3azy5
- Virtual International Authority File: 291259361
- WorldCat: E39PBJy4fxPTfKwb3jkRPpdYT3